# Aich
Aich (korábban Aich-Assach) osztrák község Stájerország Liezeni járásában. 2017 januárjában 1300 lakosa volt. 

## Elhelyezkedése

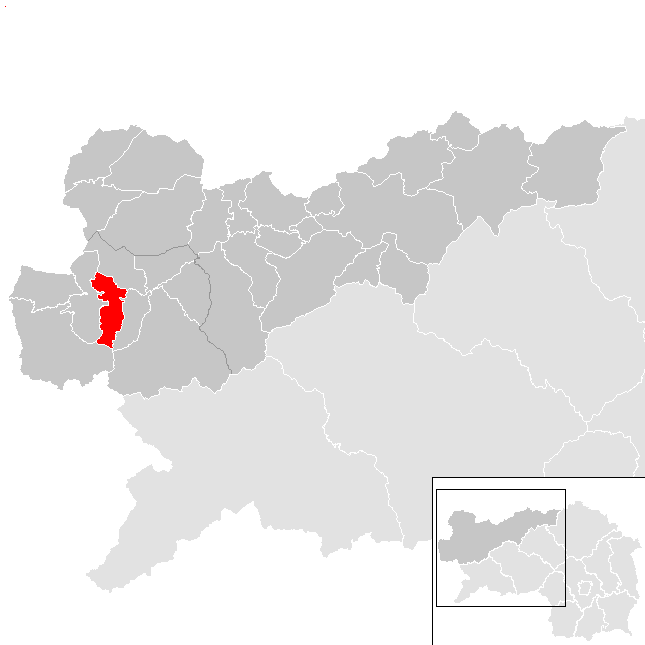
Aich a Liezeni járásban

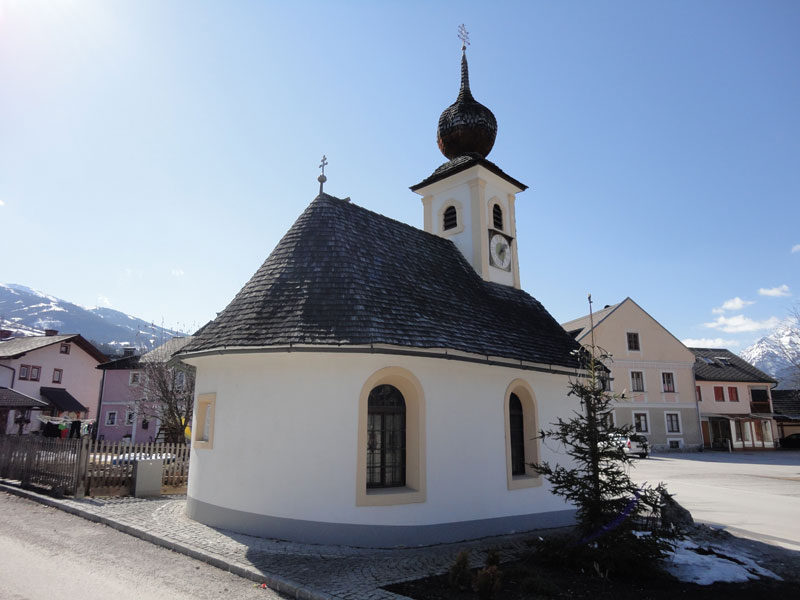
A Dorni Szűz Mária-kápolna

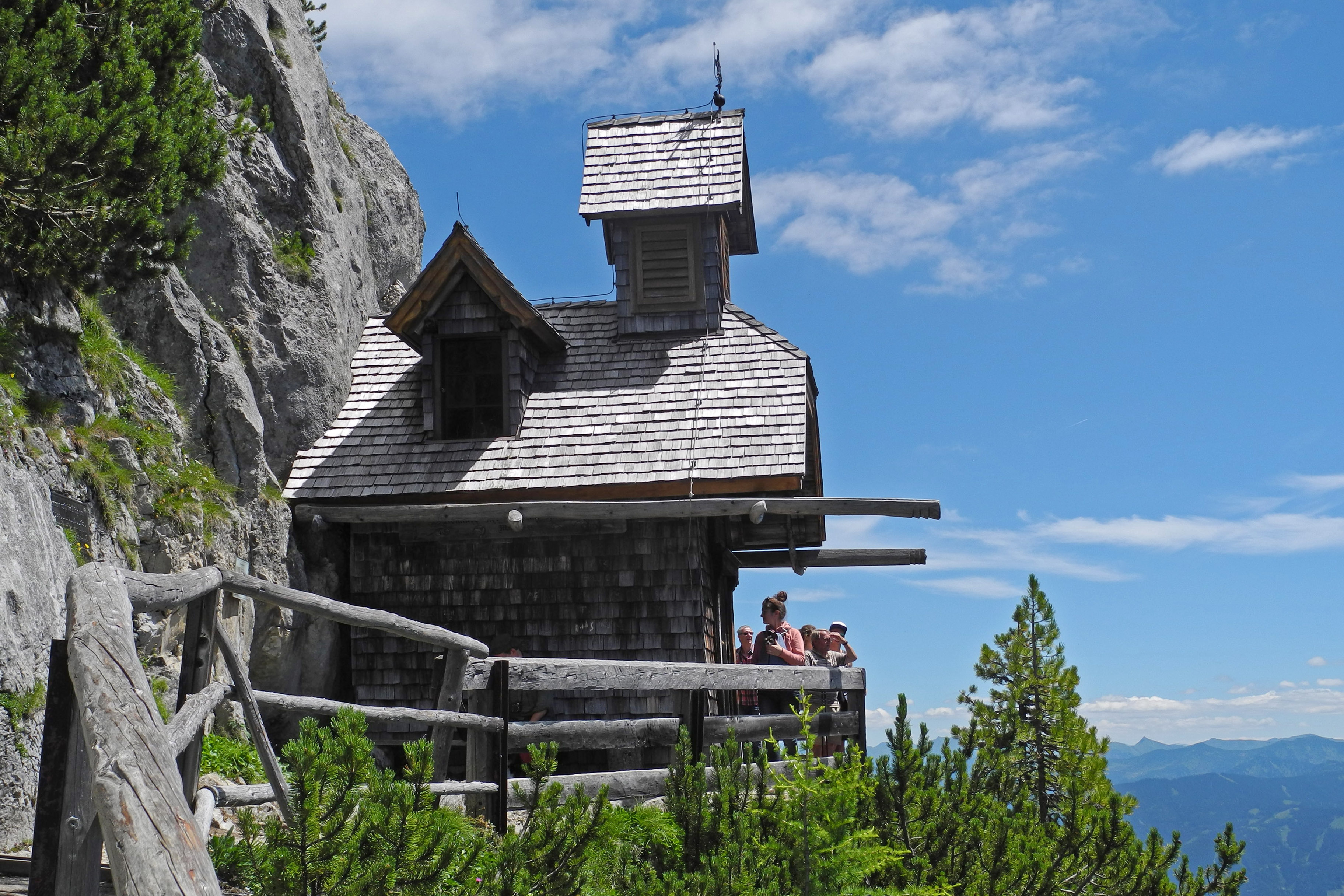
A Stoderkircherl kápolna

Aich Felső-Stájerország északnyugati részén fekszik, az Enns folyó mentén. Északról a Dachstein-hegység, délről az Alacsony-Tauern határolja. Egyéb jelentős folyóvize a Seewigtalbach, amely itt torkollik az Ennsbe. Aich a Gröbmingi kirendeltség (járás alatti közigazgatási egység; az utolsó ilyen Ausztriában) része. Az önkormányzat 2 katasztrális községben (Aich és Gössenberg) 5 települést egyesít: Aich (695 lakos), Assach (283), Auberg (58), Gössenberg (133), Petersberg (131). 
A környező önkormányzatok: északkeletre Gröbming, keletre Michaelerberg-Pruggern, délnyugatra Schladming és Haus.

## Története
Aich első említése 1074-ből származik, amikor Gebhard salzburgi érsek egy itteni tanyát adományozott az admonti apátság számára. Más 12. századi végrendeletek a salzburgi székesegyház kanonokjai vagy a garsteni apátság számára is hagyományoztak itteni földbirtokokat. 
1525-ben a reformáció során fellázadó parasztok megrongálták Assach templomát. A templomot a protestánsok vették birtokba, majd az ellenreformáció megindulása, 1597 után visszakerült a katolikus egyházhoz. 1680-ban pestisjárvány pusztított a régióban: Aichban 151-en, Assachban 43-an haltak meg. 1714-ben a járvány visszatért és az egyházközségben összesen 200 újabb áldozatot szedett. Egy 1716-os újabb fellángolásban 17-en vesztették életüket, de egy hónap után a járvány elült. 
A falu első iskolája 1790-ben épült. Carl Schmutz 1822-es stájer lexikona szerint Aich ekkor 60 házból állt, 328 lakossal (valamint 23 lóval és 2 ökörrel). A vasút 1875-ben érte el a községet. 1898-ban önkéntes tűzoltóbrigád alakult, 1902-ben megnyílt az első bank. 
A második világháború végén amerikai repülőgépek bombát dobtak Aichra, de csak az evangélikus iskola ablakai törtek be, személyi sérülés nem történt. A falut az amerikaiak szállták meg 1945. május 18-án, majd átkerült a brit megszállási zónához. 
A 2015-ös stájerországi közigazgatási reform során a szomszédos Gössenberg községet Aich önkormányzatához kapcsolták.

## Lakosság
Az aichi önkormányzat terület 2017 januárjában 1300 fő élt. A lakosságszám 1951-2015 között gyarapodó tendenciát mutatott. 2015-ben a helybeliek 94,3%-a volt osztrák állampolgár; a külföldiek közül 3,2% a régi (2004 előtti), 1,1% az új EU-tagállamokból érkezett. 1,3% a volt Jugoszlávia (Szlovénia és Horvátország nélkül) vagy Törökország, 0,1% egyéb országok polgára. 2001-ben a lakosok 75,5%-a római katolikusnak, 19,7% evangélikusnak, 1,3% mohamedánnak, 3,4% pedig felekezet nélkülinek vallotta magát. 

## Látnivalók
- Assach késő gótikus Szt. Miklós-plébániatemploma
- az 1717-es pestis után épített Dorni Szűz Mária-kápolna Aichban
- a Friedenskircherl kápolna a Stoderzinken hegyen 1898 m magasságban
- a Gradenbach-vízesés

## Fordítás
- Ez a szócikk részben vagy egészben  az   Aich (Steiermark) című német Wikipédia-szócikk ezen változatának fordításán alapul.  Az eredeti cikk szerkesztőit annak laptörténete sorolja fel. Ez a jelzés csupán a megfogalmazás eredetét és a szerzői jogokat jelzi, nem szolgál a cikkben szereplő információk forrásmegjelöléseként.